# Mausoleo de Khwaja Abu Nasr Parsa
El santuario o mausoleo de Khwaja Abu Nasr Parsa (en persa: مزار خواجه ابو نصر پارسا‎, romanizado: Mazār-i Ḫwāǧa Abū Naṣr-i Pārsā), ahora mezquita Khwaja Parsa, es un mausoleo y mezquita en la ciudad norteña afgana de Balkh. El mausoleo fue fundado unos años después de la muerte del erudito sufí Khwaja Abu Nasr Parsa († 1460/61) en el período timúrida en la región histórica de Jorasan. Este mausoleo, que se creó por primera vez bajo el patrocinio del general Mir Sayyid Mazid Bahadur Arghun, probablemente se encontraba en malas condiciones estructurales a mediados del siglo XVI. La edificación abovedada conservada (gonbad persa, árabe qubba) sobre una base octogonal con un monumental pórtico de iwán (pishtak) y dos minaretes, fue construido a finales del siglo XVI bajo el gobierno de los Shaybánidas, una dinastía uzbeka, según fuentes escritas y características estilísticas. Esto corresponde a la inscripción más antigua del edificio, fechada en 1597/98, por el príncipe Scheibanid y donante ʿAbd al-Muʾmin, quien presumiblemente planeó el mausoleo como un lugar de entierro para él y su familia. Desde finales del siglo XVI hasta finales del XVII, se construyeron seis madrasas alrededor del mausoleo, lo que convirtió al distrito en un centro de educación religiosa. Un terremoto a finales del siglo XIX podría haber sido el responsable del colapso parcial de la cúpula y de los dos minaretes. El edificio fue restaurado en 1975-1976 y después de 2002 y ahora es un monumento cultural y una mezquita en el parque central de la ciudad.
El apodo de mezquita Verde (en persa: مسجد سبز‎, romanizado: Masǧid-i sabz, lit. 'mezquita verde') lo recibió el edificio sagrado en el siglo XIX.
El edificio es uno de los escasos vestigios del conjunto de edificios del período timúrida conservado a principios del siglo XXI.

## Historia
La clasificación cronológica, funcional e histórico-artística del santuario ha sido durante mucho tiempo contradictoria y divergente. Según el contexto, se hace referencia al edificio como un mausoleo o santuario (mazār), una mezquita, ocasionalmente también como colegio islámico  (madrasa) o centro sufí, tanto en las fuentes históricas como en los diarios de viaje del siglo XIX. que se basan en ellos, así como en los estudios académicos del siglo XX (chāneqāh), y han estado en desacuerdo durante mucho tiempo sobre el momento de la construcción, sí en la década de 1460, a finales del siglo XV o a finales del siglo XVI. Además, el nombre de Abu Nasr a menudo se confundía y se preguntaban si estaba enterrado en este santuario.

### Khwaja Abu Nasr Parsa
Khwaja Abu Nasr Parsa fue un cheikh (jeque) sufí de la orden de los Naqshbandiyya y se mantuvo en la tradición espiritual de su padre Khwaja Muhammad Parsa († 1420), de quien la cadena espiritual de descendencia (silsila) pasó por Ala ad-Din Attar († 1399) hasta el fundador de la orden, Baha-ud-Din Naqschband (1318-1389). Al igual que el fundador de la orden, Muhammad Parsa, un erudito reconocido, trabajó en Bujará en la difusión de la Orden. A diferencia del padre, las fuentes contemporáneas solo mencionan a Abu Nasr como heredero de esa tradición, pero no se conocen escritos independientes suyos. Según dos historiadores de finales del siglo XV, Abu Nasr desempeñó un papel importante como líder religioso y mediador político, lo que explicaría la construcción de tan magnífico mausoleo.
En relación con las disputas de sucesión posteriores a la muerte del príncipe timúrida Ulugh Beg (1394-1449), Abul-Qasim Babur Mirza (r. 1447-1457) conquistó Balkh en 1447. Al llegar a la puerta de la ciudad, fue recibido por Abu Nasr, según un relato escrito entre 1465 y 1471 por el historiador persa Abd-ar-Razzagh Samarghandi  (1413-1482). Según esto, Abu Nasr, a quien el historiador otorga el título honorífico de Shayj al-islam, parece haber sido la figura principal de la ciudad en ese momento. Aparte de Abd-ar-Razzagh, que describe otro incidente, y de Muʿin ad-Din Isfizārī, que publicó una crónica de Herat escrita en 1491/92, solo otra fuente de finales del siglo XV se ha transmitido con referencias a Abu Nasr. Después de todo, la apreciación de Abu Nasr en ese momento surge de estas fuentes más o menos contemporáneas. La administración del mausoleo permaneció en manos de la familia Parsa en una sucesión de ocho generaciones durante más de dos siglos y medio hasta finales del siglo XVII.

### Historia contemporánea

El edificio en 1975.

El mausoleo ha sido objeto de varias campañas de conservación y rehabilitación..
El edificio fue destacado desde finales del siglo XIX y fotografiado a finales de la década de 1910 y en 1924 por Alfred Foucher.
El edificio fue despejado de las casas que lo rodeaban en la década de 1930 y se creó un parque municipal. La cúpula, dañada, fue reparada antes de finales de la década de 1930. El portal estaba dañado alrededor de 1939, en particular sus partes superiores y sus elementos decorativos. La decoración de la cúpula se rehízo entre 1963 y 1966. Un ala presente a cada lado, quizás una mezquita y una madrasa, fue destruida entonces.
El edificio fue estudiado por Galina Pougatchenkova. Una misión afgana-india restauró las decoraciones de las fachadas en 1974-1975.
La guerra dañó parte de la fachada septentrional del edificio. Se instaló una escuela religiosa a mediados de la década de 1990. En 2004 se llevó a cabo una nueva restauración de las decoraciones.

## Arquitectura
La parte central del complejo, que se inició en la década de 1460 en la era timúrida y se reconstruyó bajo el dominio uzbeko en 1596/97, es la estructura de la cúpula (árabe qubba, persa gonbad). Mide 25,30 m por 25,00 m con las esquinas recortadas. Consiste en una estructura octogonal irregular de dos pisos, sobre cuyo centro se eleva un alto tambor circular con una cúpula de crucería de dos cáscaras (de 27,00 m.). La entrada principal en el noreste, orientada por tanto al sureste, está precedida por un poderoso muro portal (pischtak) con un arco apuntado central y nichos de dos pisos que lo flanquean., así como pinturas florales de finales del siglo XIX.. Los dos minaretes redondos laterales levantados directamente detrás del marco del portal se conservan hasta justo por encima del borde superior y han perdido sus partes altas. Hay una cripta subterránea cruciforme, al igual que sucede en el mausoleo de Goharshad.
La fachada y la cúpula están decoradas con decoración de cerámicas, el portal tiene motivos florales al igual que las columnas torcidas que rodean el portal. Los muros interiores están decorados con mosaicos y pinturas rehechos en el siglo XIX Las decoraciones cerámicas se disponen «sobre una rejilla de ladrillos colocados de canto», técnica a la que se atribuye la responsabilidad de las caídas de material.
Como lugar de enterramiento, se sospecha que Khwaja Abu Nasrs tiene una tumba sin nombre fuera del portal. El interior, con el muro de la qibla al suroeste, es cuadrado con nichos en el medio de cada lado del muro. En la cripta de abajo hay una tumba sin nombre que podría haber sido creada para la familia del donante Mir Mazid. En consecuencia, la sala servía como mausoleo (mazār) y, según el mihrab (nicho de oración), también como mezquita (masjid).

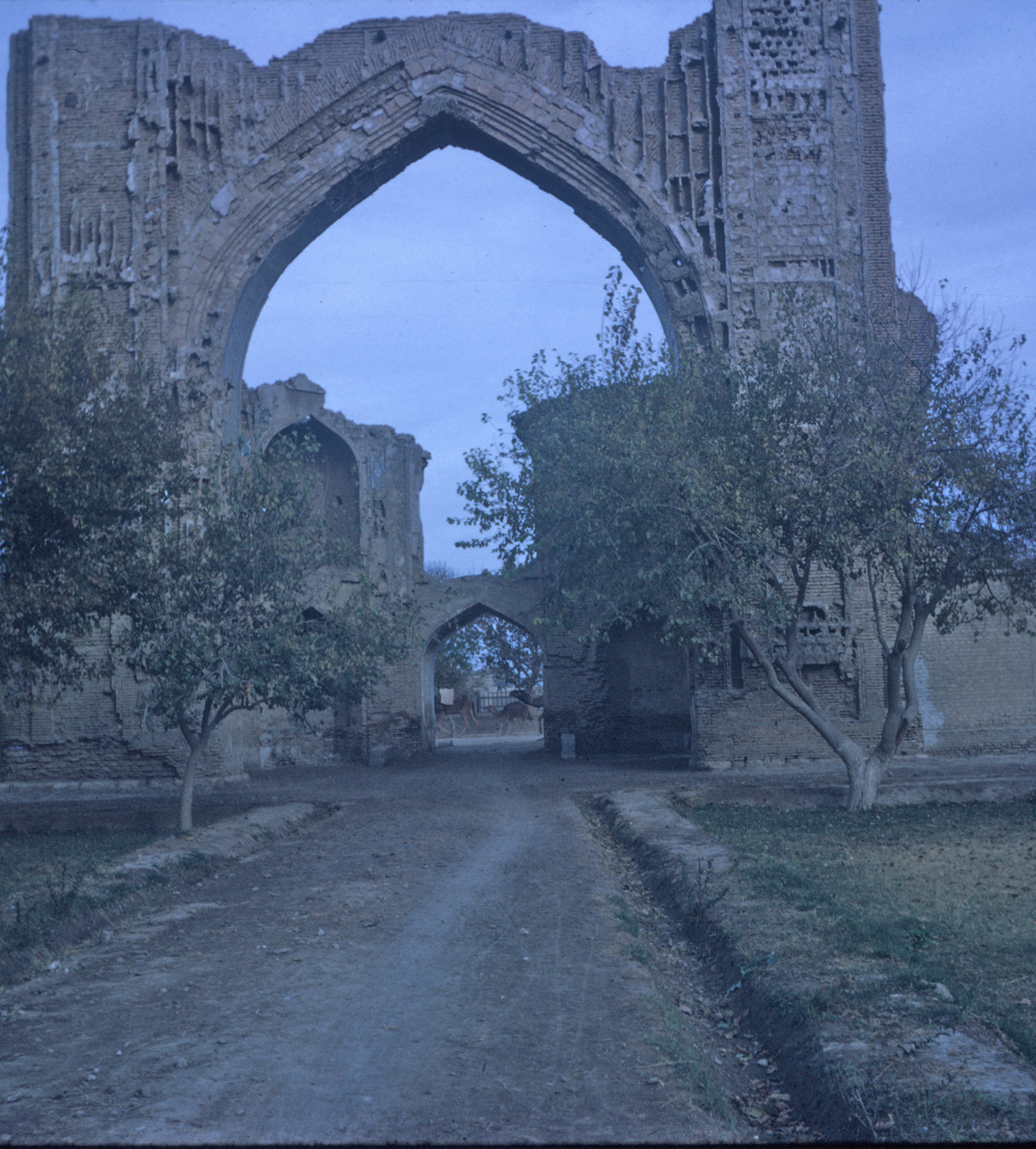
Arcos en la entrada
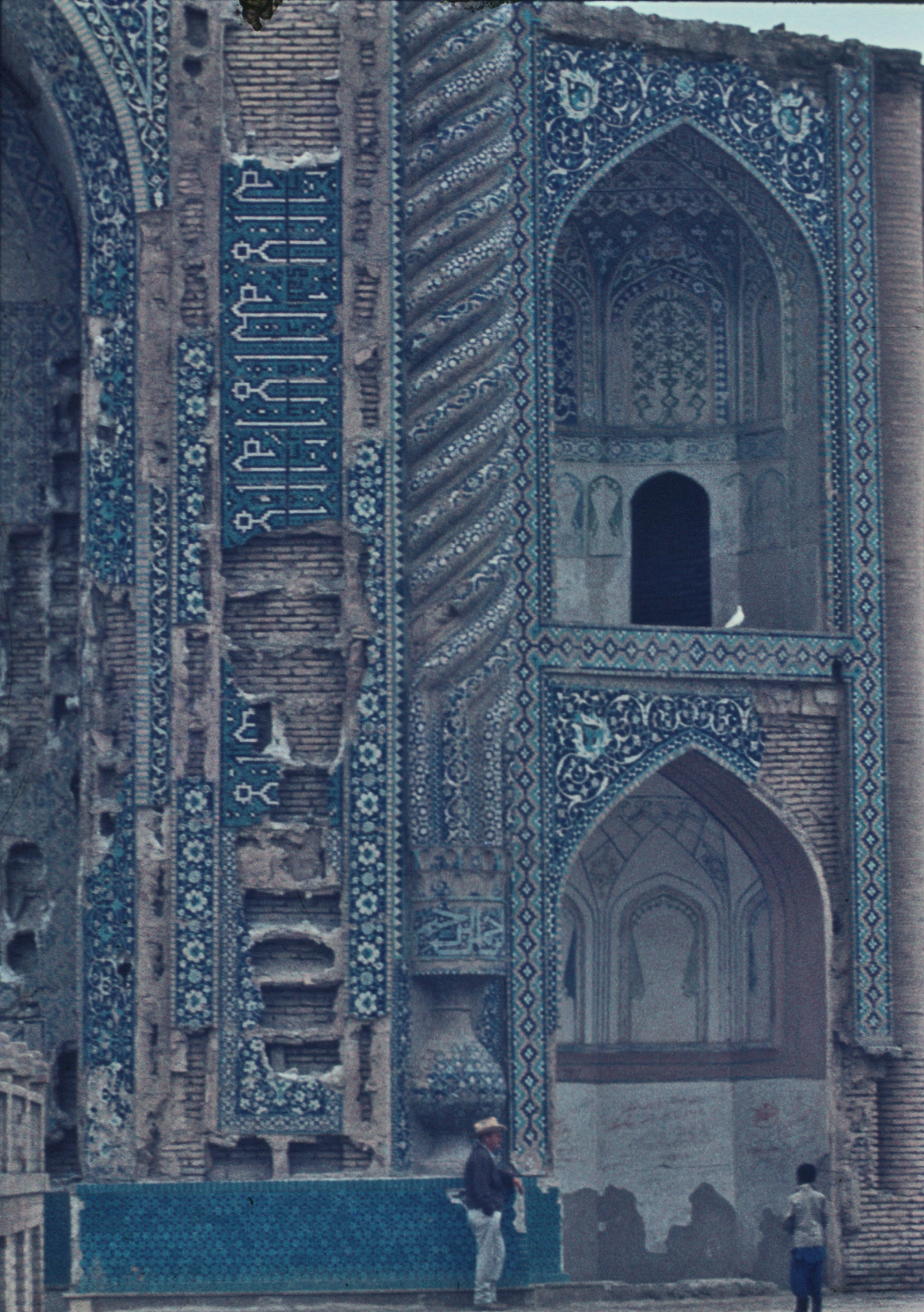
Entrada
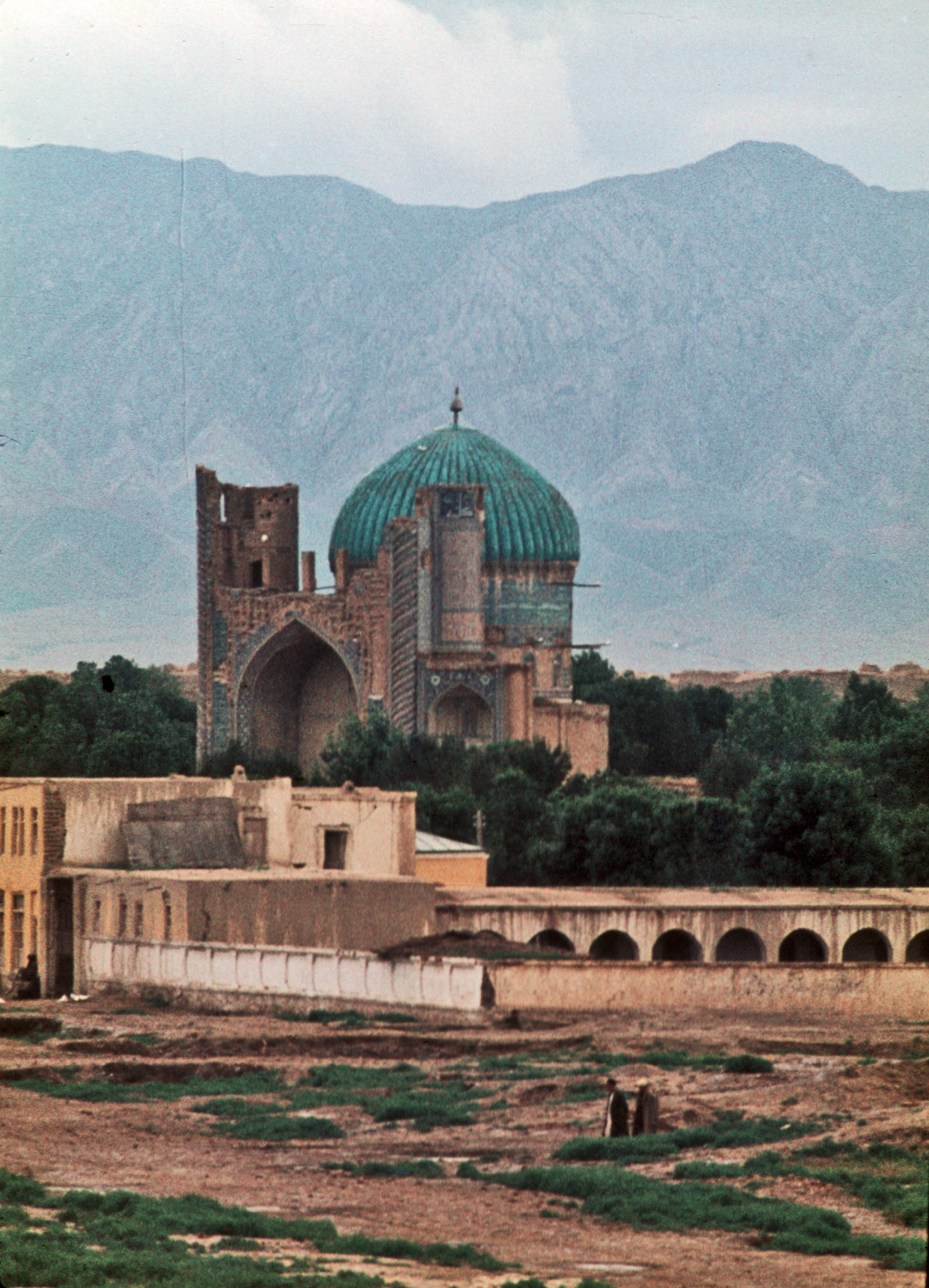
Vista lejana
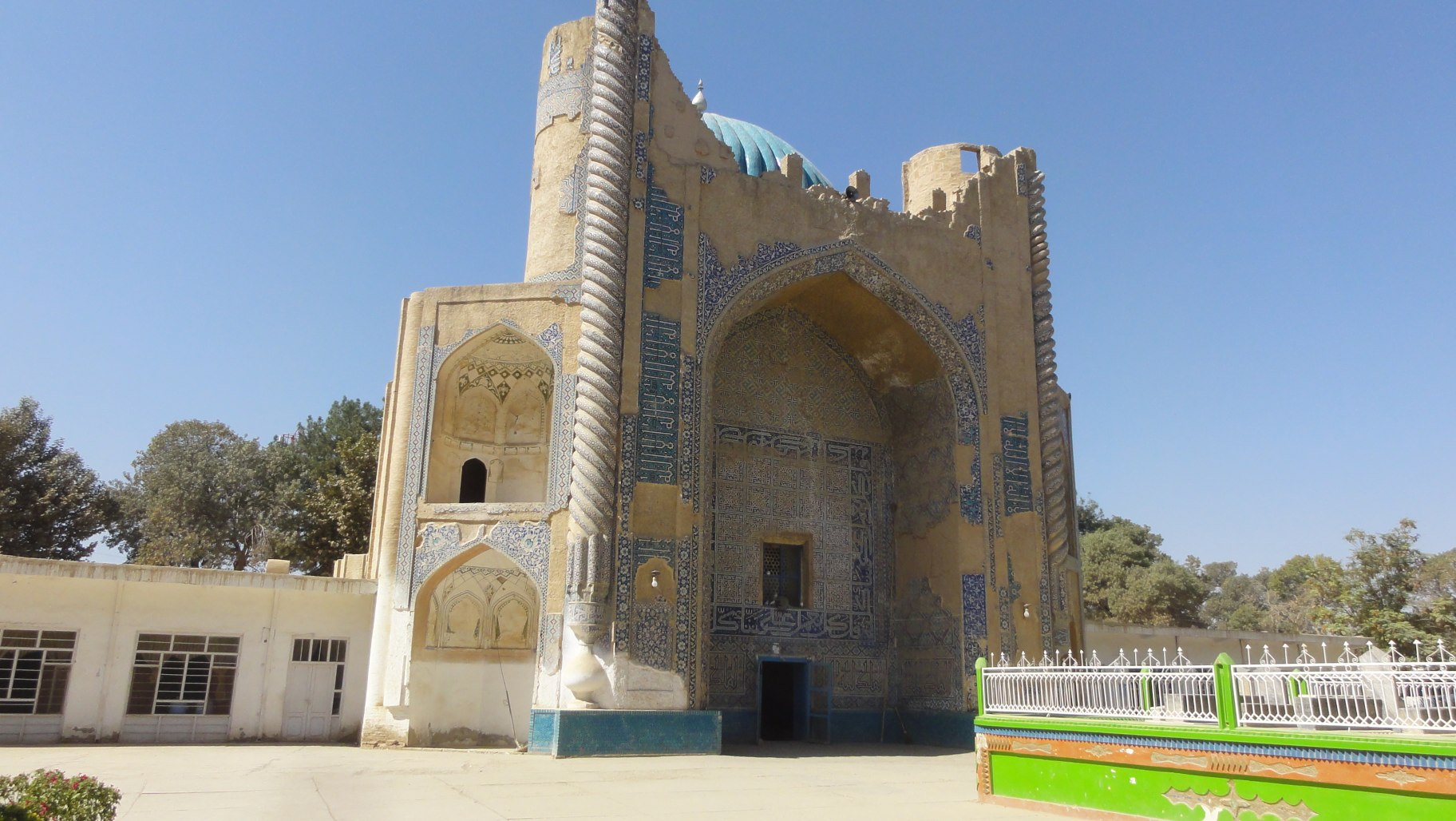
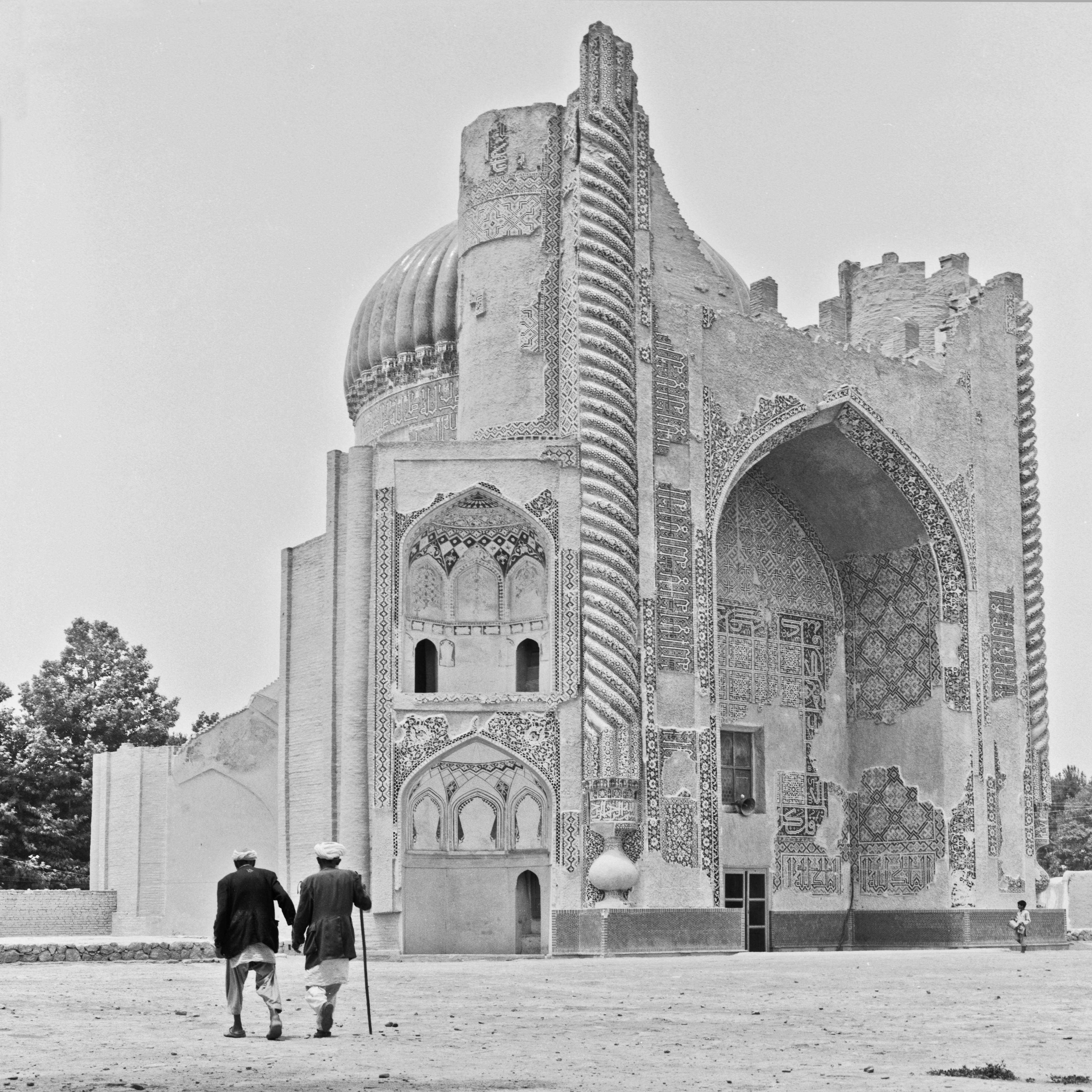
Fotografía de un viaje en 1977
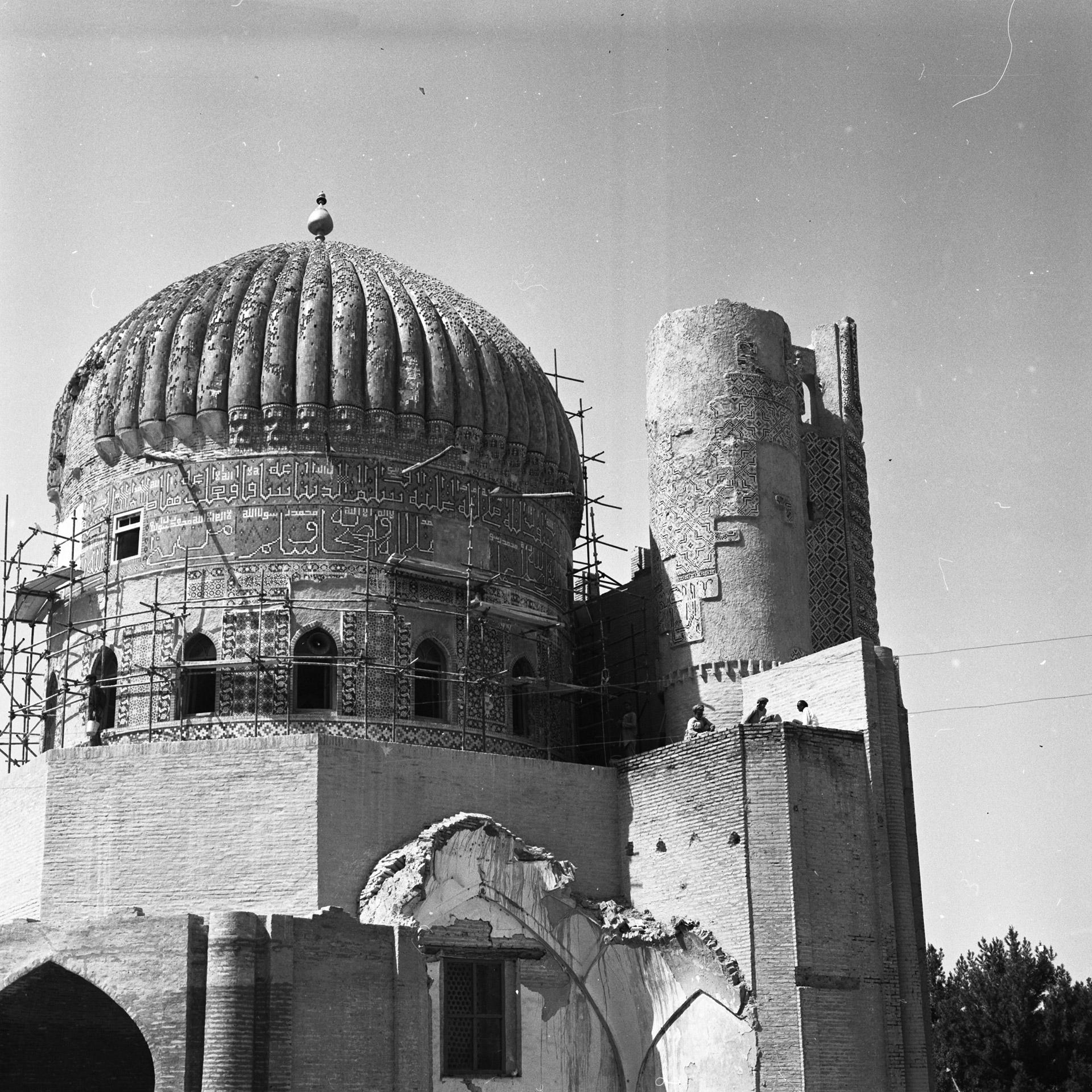
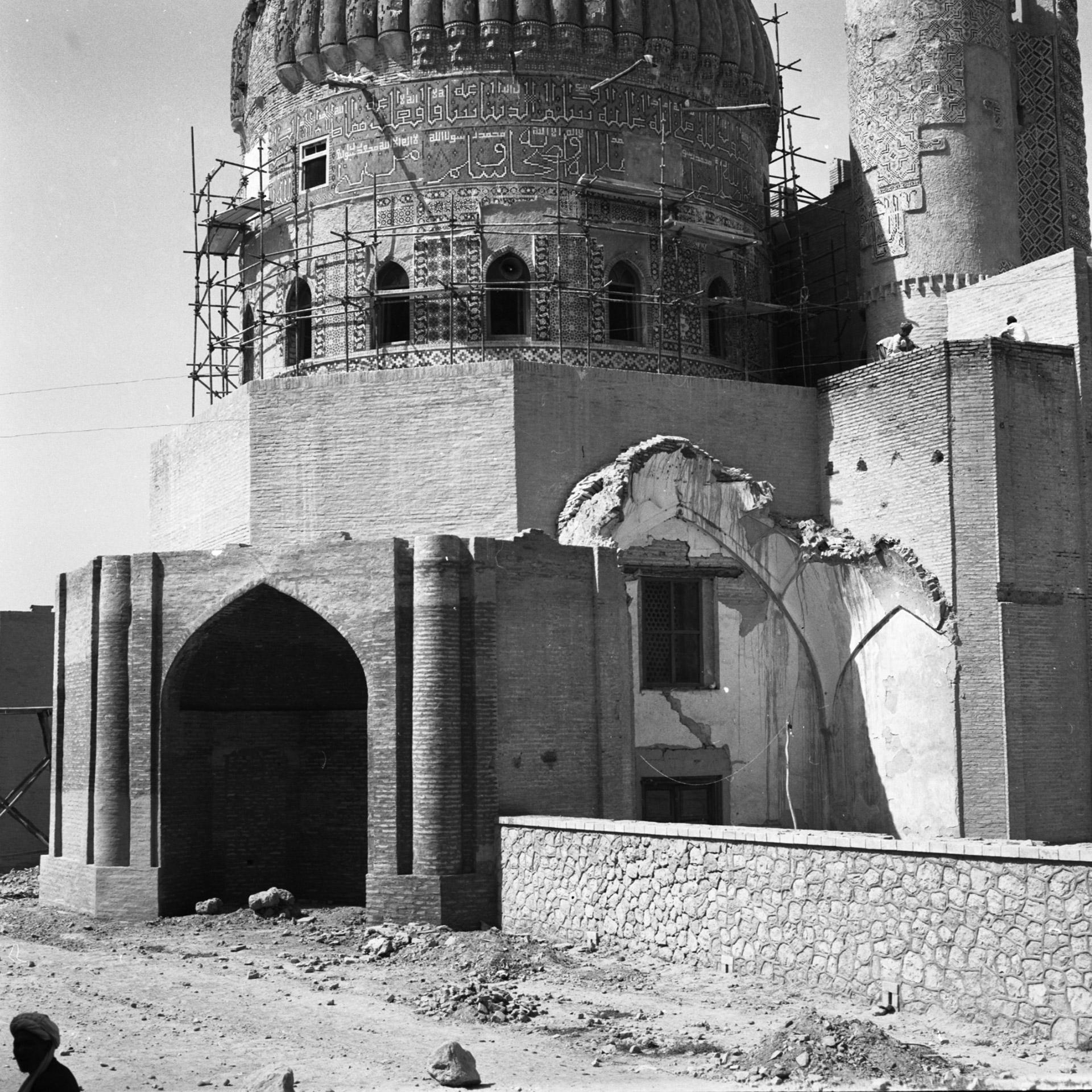